# Hugo Sánchez
Hugo Sánchez Márquez (Mexico-Stad, 11 juli 1958) is een voetbalcoach en voormalig profvoetballer uit Mexico. Hij speelde tijdens zijn actieve loopbaan als aanvaller. Sánchez, bijgenaamd Niño de Oro, Hugol en Pentapichichi, wordt beschouwd als een van de beste voetballers van zijn land aller tijden, samen met Rafael Márquez en Cuauhtémoc Blanco. Sánchez stond bekend om de salto die hij maakte na ieder doelpunt.

## Clubcarrière
De aanvaller speelde achtereenvolgens voor Pumas UNAM (1975-1979), San Diego Sockers (1979/80), Atlético Madrid (1981-1985), Real Madrid (1985-1992), Club América (1992/93), Rayo Vallecano (1993/94), CF Atlante (1994/95), FC Linz (1995/96), Dallas Burn (1996) en Atlético Celaya (1996/97). Bij Pumas werd Sánchez tweemaal landskampioen en won hij de Champions Cup. Bij Real Madrid werd Sánchez vijf keer landskampioen en won hij de UEFA Cup.
Sánchez stond bekend op zijn opvliegende karakter en egoïstische instelling. Daar stond echter wel tegenover dat de Mexicaan veel en makkelijk doelpunten maakte. Sánchez werd in 1977 en 1979 topscorer van Mexico. In 1985, 1986, 1987, 1988 en 1990 mocht hij zich pichichi van Spanje noemen. In 1990 werd Sánchez bovendien met 38 doelpunten "Europees Topscorer van het Jaar", samen met Christo Stoitsjkov die destijds bij CSKA Sofia voetbalde, wat hem de Gouden Schoen opleverde.

## Interlandcarrière
Met het nationaal elftal nam Sánchez deel aan de WK's van 1978, 1986 en 1994. Hij scoorde slechts één keer in acht wedstrijden.

## Trainersloopbaan
In 1997 beëindige Sánchez zijn loopbaan als profvoetballer. Van 2000 tot 2005 was hij coach bij Pumas UNAM. In 2004 werd Sánchez met deze club kampioen van Mexico. Het jaar 2005 verliep minder voorspoedig en op 2 november besloot hij na tegenvallende resultaten ontslag te nemen als coach van Pumas UNAM. In 2006 werd hij trainer van het Mexicaanse Necaxa. In november 2006 werd Sánchez aangesteld als bondscoach van Mexico. In maart 2008 werd hij ontslagen. Na onder andere een kort verblijf bij het Spaanse UD Almería van december 2008 tot december 2009, is Sanchez anno 2012 trainer van het Mexicaanse CF Pachuca.

## Erelijst

### Nationale kampioenschappen
- 4 Primera División de México (UNAM, 1977 en 1981)
- 5 Primera División (Real Madrid, 1986, 1987, 1988, 1989, 1990)
- 2 Copas del Rey (Atlético Madrid 1985; Real Madrid 1989)
- 4 Supercopas de España (Atlético Madrid 1985; Real Madrid 1988, 1989 en 1990)

### Internationale prijzen
- 2 CONCACAF Champions' Cup (UNAM 1980, Club América 1992)
- 1 Copa Interamericana (UNAM 1981)
- 1 UEFA Cup (Real Madrid, 1986)
- 1 CONCACAF Gold Cup (Mexicaans voetbalelftal  1977)

### Individuele prijzen
- 1 Europees topschutter (seizoen 1989-90)
- 5 Pichichi-trofee (1985, 1986, 1987, 1988 en 1990 met Atletico Madrid en Real Madrid)
- Topscorer van de Primera División de México (1978)
- 2 keer beste buitenlandse voetballer in de Primera División (1987 en 1990)
- Beste sportman van Mexico van de 20e eeuw

### Prijzen als trainer
- 2 Primera División de México (UNAM Clausura 2004 en Apertura 2004)
- 1 Trofeo Santiago Bernabéu (UNAM)